# Мево-Модіїм
Мево-Модіїм (івр. מְבוֹא מוֹדִיעִים, букв. «Передмістя Модіїму»; неофіційно — Ме'ор Моді'ім (івр. מְאוֹר מוֹדִיעִים)) — селище в центральній частині Ізраїлю.. Розташоване на північний захід від Модіїна на шосе 443, селище входить до регіональної ради Хевель-Модіїн. У 2019 році в мошаві проживало 255 осіб. У 2019 році пожежа знищила більшу частину поселення, і наразі воно перебуває в процесі реконструкції та розширення.

## Заснування
Було початково засновано у 1964 році активістами руху "Езра", проте протягом 10 років більшість засновників залишили його, та в 1974 році було оголошено про його розпуск. Незважаючи на це у селиші залишились невелика група репатріантів з США. В 1976 році тут оселився рабин Шломо Карлебах та його послідовники. Рабин Карлебах жив там до кінця життя. 

## Опис
У центрі села синагога, розписана Іцхаком Беном-Єгудою.
Жителі мошаву збудували павільйон на пам'ять про Еша Кодеша Ґільмора, убитого в результаті теракту 30 жовтня 2000 року.

## Пожежа
23 травня 2019 року велика пожежа знищила більшу частину Мево-Модіїма — сорок з п'ятдесяти будинків, швидше за все через підпал, оскільки було виявлено щонайменше чотири окремі джерела пожежі.

## Виноски
1. 1 2 3  GEOnet Names Server — 2018.
2. ↑  "Population in the Localities 2019" (XLS). Israel Central Bureau of Statistics. Архів оригіналу за 2 грудня 2020. Процитовано 23.01.2022.
3. ↑  Goren, Dotan; Ashkenazi, Maayan Hess (7 липня 2013). The History of the Modi'in Nahal Stronghold and the Ben-Zvi Road. Jewish National Fund. Jewish National Fund. Архів оригіналу за 7 березня 2022. Процитовано 25 квітня 2019.
4. ↑  Kozinn, Allan (8 серпня 2013). A Musical's Unorthodox Genesis. The New York Times. Архів оригіналу за 7 березня 2022. Процитовано 25 квітня 2019.
5. ↑  Hallé, Charlotte (24 серпня 2001). Disproportionate Number of Anglos Slain; Olmert Praises Families' Dignity. Haaretz. Архів оригіналу за 7 березня 2022. Процитовано 25 квітня 2019.
6. ↑  Alifa (2 листопада 2000). Aish Kodesh Gilmore. Beliefnet. Beliefnet. Архів оригіналу за 3 березня 2016. Процитовано 25 квітня 2019.
7. ↑  Jaffe-Hoffman, Maayan (23 травня 2019). Carlebach 'Moshav Of Love And Prayer' Engulfed In Flames. Jerusalem Post. Архів оригіналу за 23 травня 2019. Процитовано 23 травня 2019.
8. ↑  Nearly all of Mevo Modi’im destroyed by wildfire. Times of Israel. Times of Israel. Архів оригіналу за 27 травня 2019. Процитовано 23 травня 2019.
9. ↑  Bar Peleg, Aaron Rabinowitz: Emergency Forces Battle Wildfires for Second Day as Heatwave Intensifies [Архівовано 20 серпня 2019 у Wayback Machine.], Haaretz, 24.05.2019